# 草衙駅
草衙駅（そうがえき）は台湾高雄市前鎮区の中山四路と中安路交差点にある高雄捷運紅線の駅である。計画段階での駅名は前鎮駅であった。駅番号はR4A。

## 駅構造
- 2層構造で島式ホーム1面の地下駅であり、4箇所の出入口がある。

## 駅階層
| 地階    | 出入口                       | 出入口                                          |
| 地下1階 | コンコース階                 | コンコース、案内所、自動券売機、自動改札口      |
| 地下1階 | コンコース階                 | トイレ（駅南側で改札口の外、出口1近く）         |
| 地下2階 | 1番ホーム                    | ←■紅線 高雄国際機場・小港方面（高雄国際機場駅） |
| 地下2階 | 島式ホーム，左側のドアが開く |                                                 |
| 地下2階 | 2番ホーム                    | →■紅線 美麗島・岡山駅方面（前鎮高中駅）         |

## 駅出口
出口1は駅南端、出口3、4は駅西側にあり、出口1にはバリアフリーのエレベーターがある。出口2は捷運南機廠に近い。

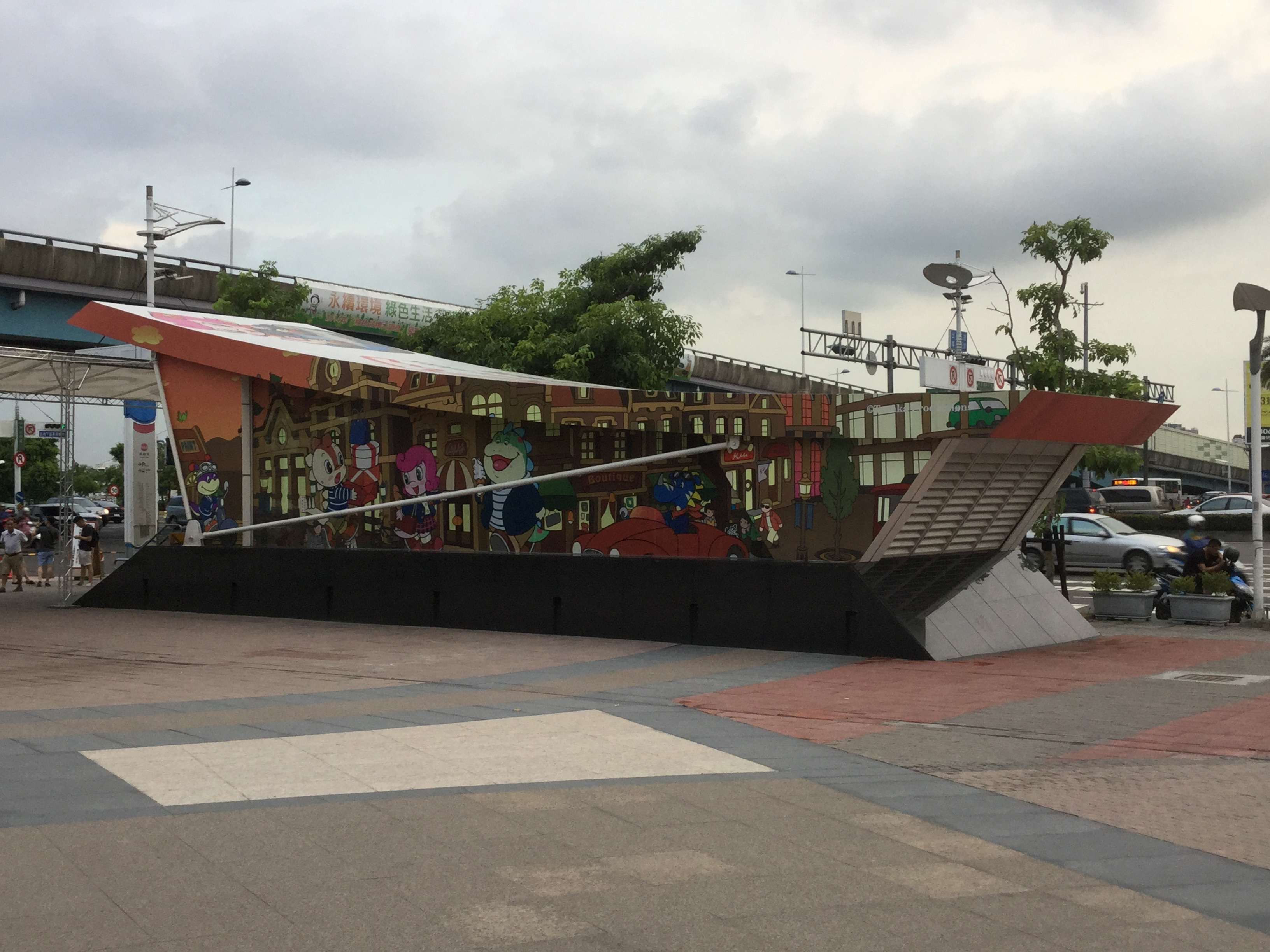
コチラが描かれた草衙道最寄りの出口2

- 出口1：中平路口（南）、YouBike
- 出口2：中安路口、捷運南機廠、大魯閣草衙道
- 出口3：中平路口（北）、明正活動中心
- 出口4：翠亨南路、明正国小

## 利用状況
2016年5月に開業した大魯閣草衙道の影響で、開業週の平均乗降客数は過去統計を大きく上回って平日1.3万人、休日3万人以上と高雄捷運の駅で最多になり、通年でも上位10駅圏内となった。
| 年   | 年間      | 年間      | 年間      | 年間     | 1日平均 | 1日平均 |
| 年   | 乗車      | 下車      | 乗下車計  | 出典     | 乗車    | 乗下車  |
| ---- | --------- | --------- | --------- | -------- | ------- | ------- |
| 2008 | 573,259   | 618,634   | 1,191,893 | [ 注 1 ] | 2,131   | 4,431   |
| 2009 | 730,184   | 772,661   | 1,502,845 | [ * 2 ]  | 2,001   | 4,117   |
| 2010 | 771,269   | 831,477   | 1,602,746 | [ * 3 ]  | 2,113   | 4,391   |
| 2011 | 830,740   | 885,303   | 1,716,043 | [ * 4 ]  | 2,276   | 4,701   |
| 2012 | 953,483   | 999,981   | 1,953,464 | [ * 4 ]  | 2,605   | 5,337   |
| 2013 | 1,059,497 | 1,096,486 | 2,155,983 | [ * 4 ]  | 2,903   | 5,907   |
| 2014 | 1,034,539 | 1,071,079 | 2,105,618 | [ * 4 ]  | 2,834   | 5,769   |
| 2015 | 986,548   | 1,026,967 | 2,013,515 | [ * 4 ]  | 2,703   | 5,516   |
| 2016 | 2,386,715 | 2,431,334 | 4,818,049 | [ * 4 ]  | 6,521   | 13,164  |
| 2017 | 2,376,276 | 2,406,064 | 4,782,340 | [ * 4 ]  | 6,510   | 13,102  |
| 2018 | 2,089,471 | 2,125,271 | 4,214,742 | [ * 4 ]  | 5,725   | 11,547  |
| 2019 | 2,084,561 | 2,124,269 | 4,208,830 | [ * 4 ]  | 5,711   | 11,531  |
| 2020 | 1,485,225 | 1,524,132 | 3,009,357 | [ * 4 ]  | 4,058   | 8,222   |

- 統計に関する出典

註釈
1. ↑  3月8日開業後の運営日数は296日だが、統計は有料化開始の4月7日以降269日で算出している[* 1] ）

出典
1. ↑  （繁体字中国語）高雄捷運公司 (2009年1月10日). “高雄都會區大眾捷運系統各站旅運量統計表”.   高雄市政府交通局. p. 頁10. 2019年5月5日閲覧。
2. ↑  （繁体字中国語）“高雄都會區大眾捷運系統各站旅運量統計表 中華民國98年”.   高雄市政府捷運工程局. p. 頁13 (2009年1月10日). 2019年10月27日閲覧。
3. ↑  （繁体字中国語）“高雄都會區大眾捷運系統各站旅運量統計表 中華民國99年”.   高雄市政府捷運工程局. p. 頁13. 2019年10月27日閲覧。
4. ↑  （繁体字中国語）“高雄都會區大眾捷運系統各站旅運量-年 依 年, 捷運站別 與 入出站”.   高雄市政府交通局 (2021年3月12日). 2021年3月12日閲覧。 高雄市統計資訊服務網

## 歴史
- 2008年3月9日 高雄捷運紅線の「橋頭駅～小港」間が正式に開通した[2]。

## 隣の駅
高雄捷運
■紅線
前鎮高中駅 - 草衙駅 - 高雄国際機場駅